# Philonotis pyriformis
Philonotis pyriformis là một loài rêu trong họ Bartramiaceae. Loài này được R. Br. bis Wijk & Margad. mô tả khoa học đầu tiên năm 1962.